# Appareil photographique

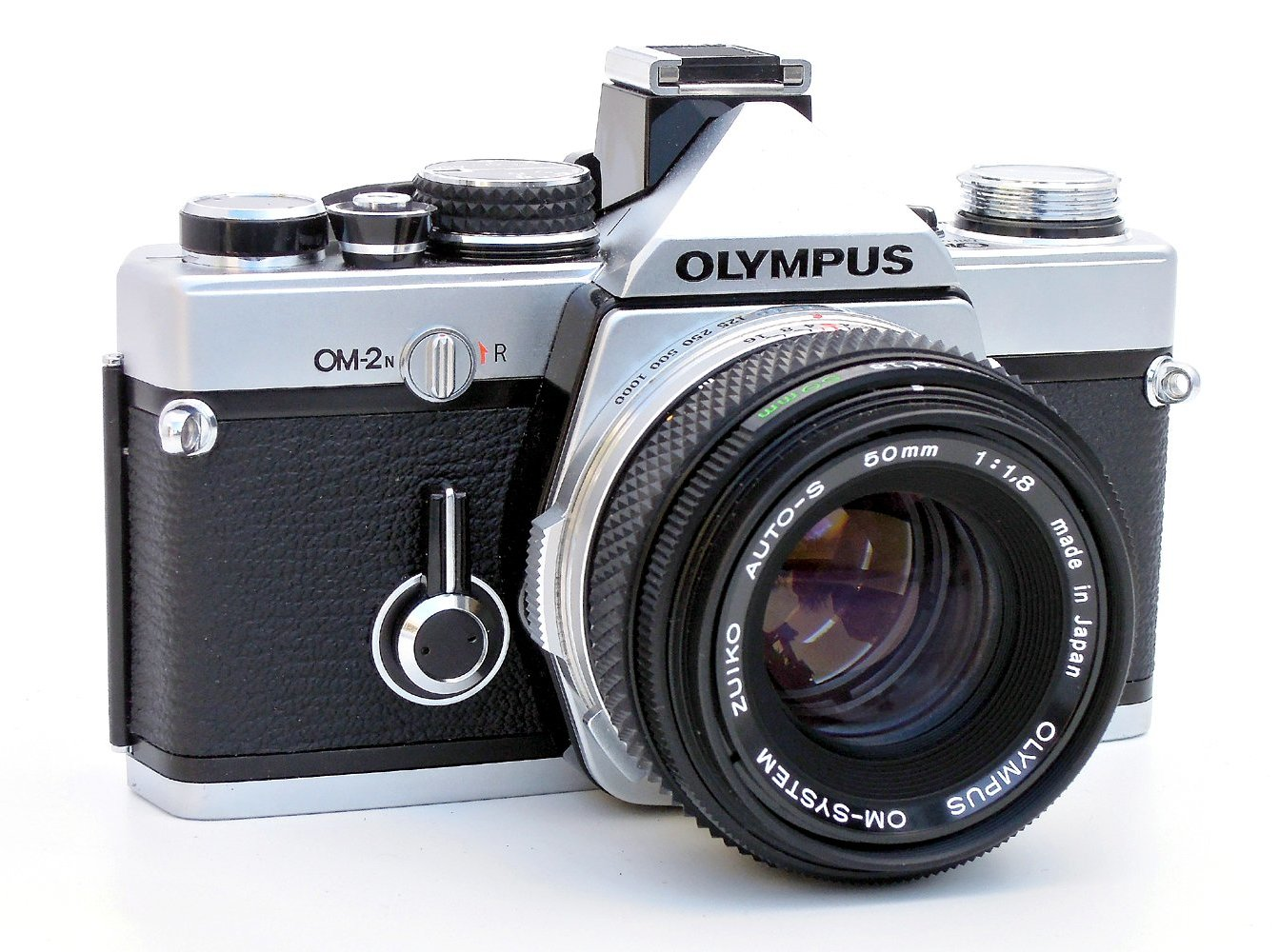
Appareil reflex argentique 24x36 avec objectif 50 mm.

Un appareil photographique (couramment : appareil photo) est un dispositif  permettant la capture d'images d'objets réels, en deux dimensions (photographie) ou en relief (stéréoscopie ou stéréophotographie).
Les éléments constitutifs principaux d'un appareil photographique sont un objectif et un détecteur photosensible permettant d'enregistrer l'image. Il contient des éléments optiques, mécaniques et éventuellement électroniques et informatiques.
Le nom appareil photographique apparaît très tôt. On le trouve en 1841, dans la Gazette nationale ou le Moniteur universel. L'apocope appareil photo est plus tardive, comme dans cette publicité de 1901 dans la presse, qui offre un appareil photo gratuitement pour l'achat d'une bicyclette. L'appareil photo était donc devenu un objet du quotidien, très accessible.

## Principe

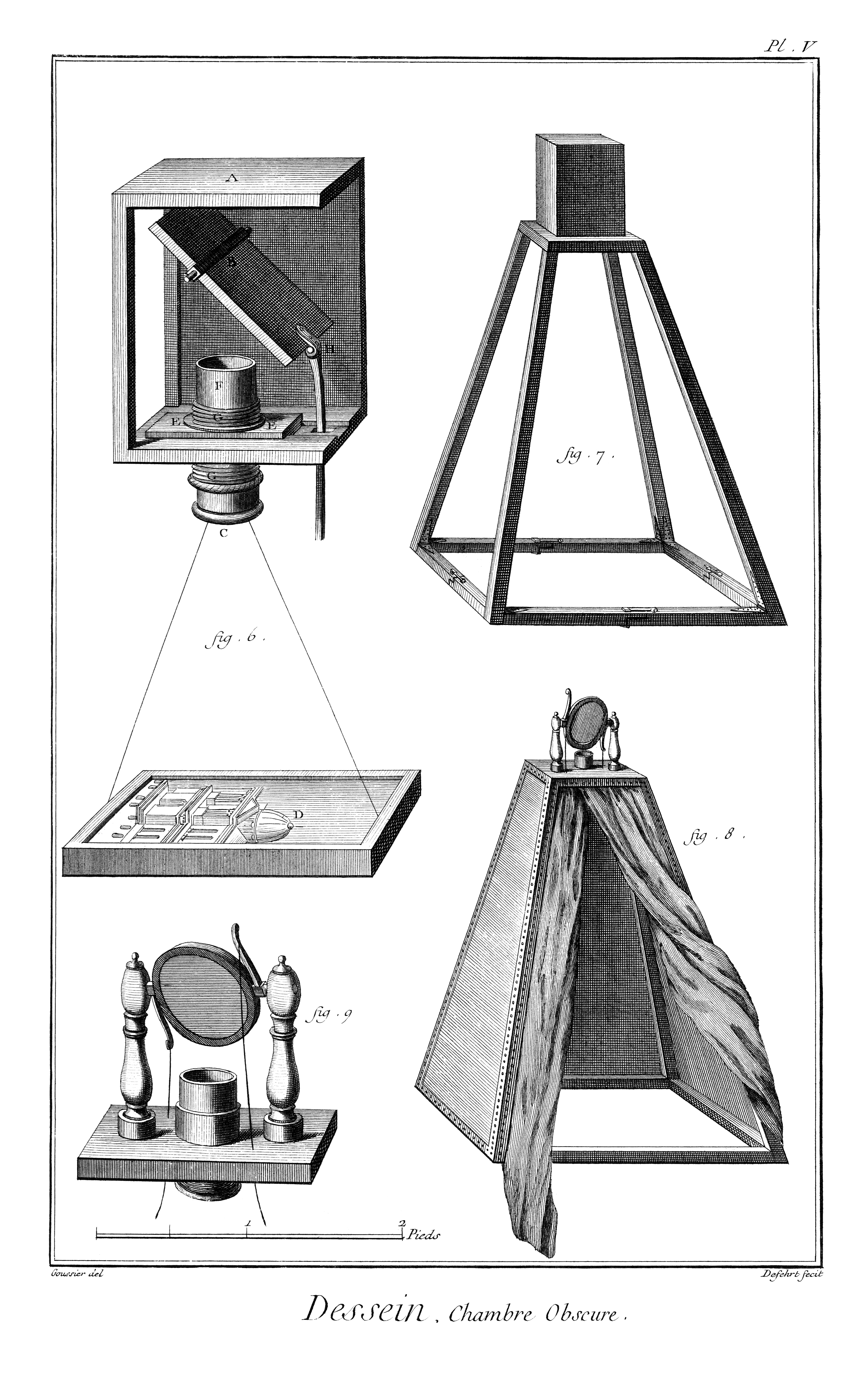
Chambre noire.

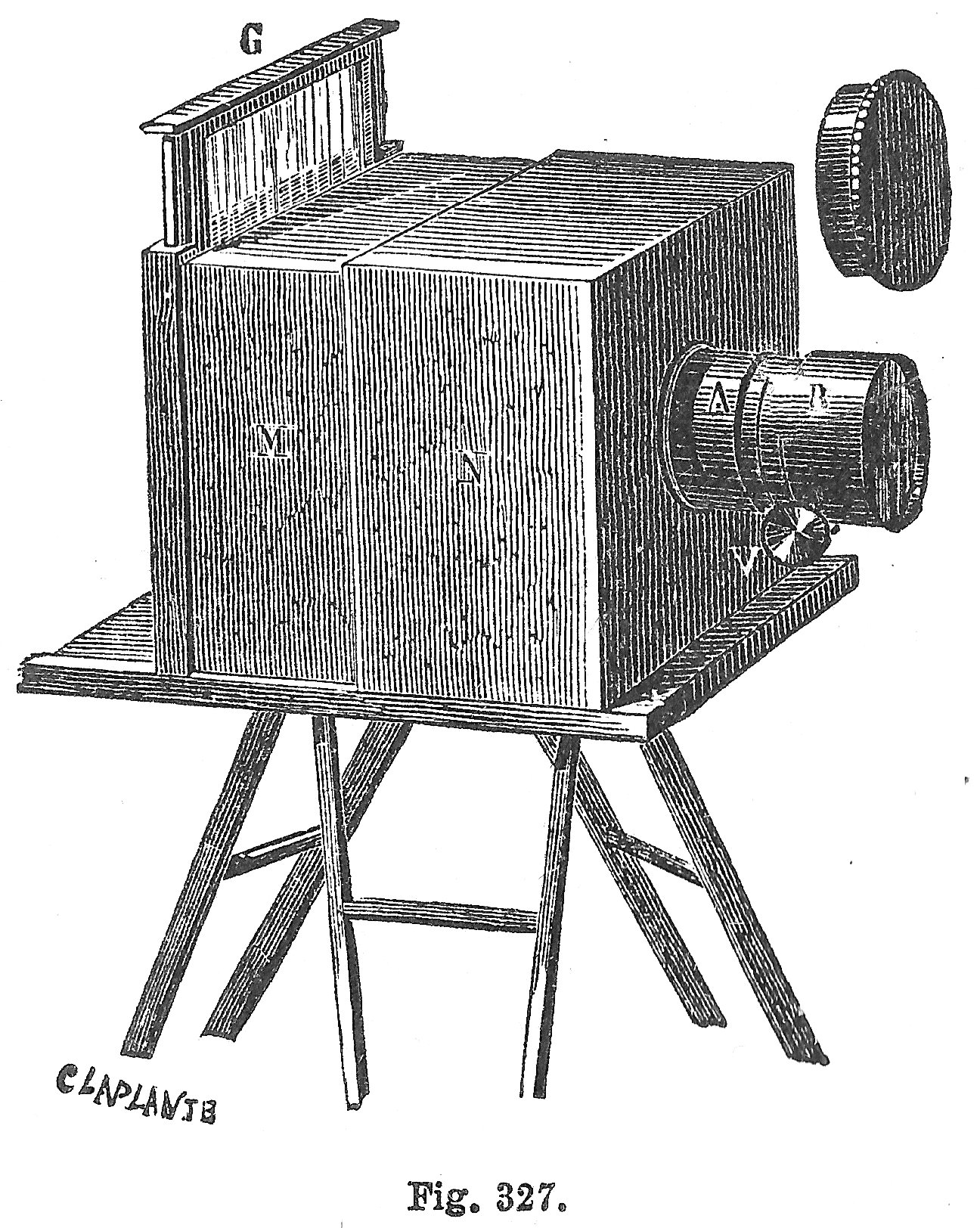
Daguerréotype.

Le principe de l'appareil photographique est celui de la chambre noire à laquelle on adjoint un récepteur photosensible. (La chambre noire était utilisée avant l'ère de la photographie pour relever des scènes au moyen du dessin).
L'objectif forme une image de l'objet, et le détecteur photosensible enregistre cette image. Pour ne recevoir que la lumière qui passe à travers l'objectif, la surface sensible est placée au fond d'une chambre noire dont l'unique ouverture est occupée par l'objectif. 

### L'objectif
L'objectif joue le rôle d'une lentille optique convergente, qui forme derrière elle l'image des objets situés devant elle. L'objectif est caractérisé par sa distance focale, qui est la distance à laquelle se forme l'image des points situés à l'infini. Comme l'indiquent les lois de l'optique géométrique, cette image est d'autant plus grande que la distance focale est grande : toutes choses égales par ailleurs, un objectif de 300 mm produira donc une image d'un diamètre six fois plus grand qu'un autre de 50 mm. Héritier de la lentille simple, l'objectif moderne a une conception élaborée conduisant à une formule optique généralement complexe.

### Détecteur photosensible
Derrière l'objectif se trouve une surface sensible, qui a pour fonction d'enregistrer l'image formée. Avec la photographie argentique, cette surface était initialement une plaque de verre portant une émulsion photographique, qui fut ensuite remplacée par une pellicule photographique. Avec la généralisation de la photographie numérique, cette surface est à présent le plus souvent un capteur photographique . Dans ce cas l'image acquise est stockée sur une carte mémoire.
La première caractéristique de cette surface est sa sensibilité, c'est-à-dire la quantité de lumière nécessaire pour enregistrer un niveau d'intensité lumineuse donné, typiquement un gris moyen. Plus le capteur est sensible et plus il est possible de prendre des photographies dans des ambiances obscures, ou bien, à condition d'éclairage identique, d'acquérir l'image rapidement. La seconde caractéristique est la granularité, qui donne la définition à laquelle cette image peut être enregistrée : plus cette définition est grande, plus l'image sera riche en détails et pourra notamment faire l'objet d'un agrandissement.

### Réglages
La lumière émise par un point de la scène (objet) sera focalisée par l'objectif (image). Les positions de l'objet et de l'image sont liées par la relation de conjugaison. Pour que la photo soit nette, il faut placer la surface sensible à l'endroit de l'image. Si elle est située plus près ou plus loin, les rayons lumineux issu du même point de l'objet ne seront plus focalisés, et seront enregistrés sous la forme d'une tache, d'autant plus large que l'on s'éloigne du point focal.
Pour réaliser cette mise au point, qui permet de ramener le point focal sur la surface sensible, l'objectif peut être d'autant plus avancé que l'objet photographié est proche. La mise au point étant faite, tous les objets situés sur le plan conjugué du capteur (c'est-à-dire, situés à la distance de mise au point) apparaîtront nets sur la photographie.
Lorsque l'objet photographié n'est pas plan, certains de ses points verront leur point conjugué situé au-dessus ou au-dessous de la surface sensible. Leur image sera alors une tache, d'autant plus grande qu'ils seront loin du plan focal, et que l'ouverture de l'objectif sera grande. Tant que cette tache sur l'image finale ne dépasse pas le pouvoir de résolution de l’œil (pour la distance d'observation de l'image), cet étalement sera invisible donc sans conséquence. De ce fait, la zone de netteté ne se limite pas aux seuls points situés à la distance de mise au point, mais autorise une certaine profondeur de champ. S'il est nécessaire d'augmenter cette profondeur de champ, pour un sujet donné, il faudra diminuer le diamètre des taches, donc diminuer l'ouverture de l'objectif en fermant son diaphragme.
La réduction de l'ouverture du diaphragme élimine la lumière qui traverse la périphérie de l'objectif, et donc réduit le flux lumineux qui atteint la surface sensible. Pour obtenir une image correcte, il faudra en conséquence ajuster le temps de pose, qui devra être d'autant plus long que la sensibilité du film est faible, que le diaphragme est fermé, et que le sujet est lui-même faiblement éclairé. Ce dernier réglage est celui de la vitesse d'obturation, qui définit l'intervalle de temps entre le moment où la surface sensible est soumise à la lumière et celui où cette exposition cesse. Ce temps d'exposition peut être corrigé soit en augmentant l'éclairage (par des projecteurs ou des lampes flash), soit (plus rarement) par un filtre à densité neutre s'il faut augmenter le temps de pose.

### Prise de vue
Certaines vieilles chambres s'en passent : l'opérateur (le photographe) enlève juste un bouchon devant l'objectif le temps de la pose - mais cela est valable surtout pour les longues poses, couramment employées aux débuts de la photographie, en accord avec la lenteur des émulsions d'alors.
Avant que la scène ne soit réglée, l'objectif est obturé et ne transmet pas la lumière ; et après la prise de vue il se referme pour ne pas enregistrer d'élément supplémentaire : la prise de vue ne porte que sur un instant défini. C'est le rôle de l'obturateur que de ne permettre l'arrivée de la lumière qu'à un moment donné et pendant une durée déterminée.

## Éléments de classification
La grande variété de solutions techniques utilisées en photographie a conduit à un foisonnement d'appareils très différents. Afin de les catégoriser, les principaux éléments à prendre en considération sont :
- la nature de la surface sensible, qui peut être une émulsion photographique (dans les appareils argentiques) ou un capteur électronique (dans les appareils numériques) ;
- les dimensions de cette surface sensible, qui permettent de distinguer en argentique les appareils de petit, moyen ou grand format, et en numériques les appareils à petit ou à grand capteur (au-delà d'environ 1 cm2) ;
- le système de visée, qui peut être :
  - un système optique indépendant de celui de la prise de vues, dans les appareils compacts et jetables ;
  - un système optique séparé de celui de la prise de vues mais couplé à sa mise au point, dans les télémétriques et reflex bi-objectif ;
  - un système optique séparé de celui de la prise de vues, couplé à la vision de l'utilisateur, dans les visiométriques [Interprétation personnelle ?] ;
  - un système optique utilisant l'objectif de prise de vues, dans les chambres photographiques et les reflex mono-objectif ;
  - un afficheur numérique, qui peut être regardé directement (dans les compacts numériques) ou à l'aide d'un oculaire (dans les bridges numériques) ;
- le fait que l'objectif soit fixe ou interchangeable.

### Appareil stéréoscopique

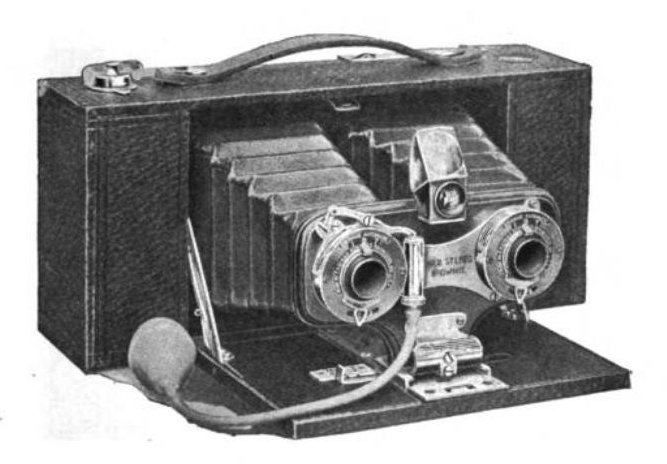
Kodak Stereo Box Brownie, 1906.

Des appareils stéréoscopiques de tous types ont été construits dès les années 1840 et jusqu'à nos jours : ils sont composés de deux chambres photographiques complètes, couplées et synchronisées, produisant des photographies stéréoscopiques de toutes générations : daguerréotypes, cartes stéréoscopiques, couples stéréoscopiques sur papier, plaques diapositives ou film souple.
Depuis le début des années 2000, il existe des appareils de prise de vue numérique adaptés ou spécialement construits pour la stéréoscopie, rebaptisée « 3D relief ».

## Photographie argentique
Les appareils argentiques datent des débuts de la photographie. À l'origine ils utilisaient, en guise de surface sensible, des plaques de verre recouvertes d'une émulsion de sels d'halogénure d'argent. Les plaques ont depuis été remplacées par des pellicules photographiques.
Il existe de nombreux types d'appareils argentiques. Tout en reprenant les principes expliqués ci-dessus, ils diffèrent dans la façon qu'ils offrent de viser, de cadrer ou de penser son image.

### Chambre photographique

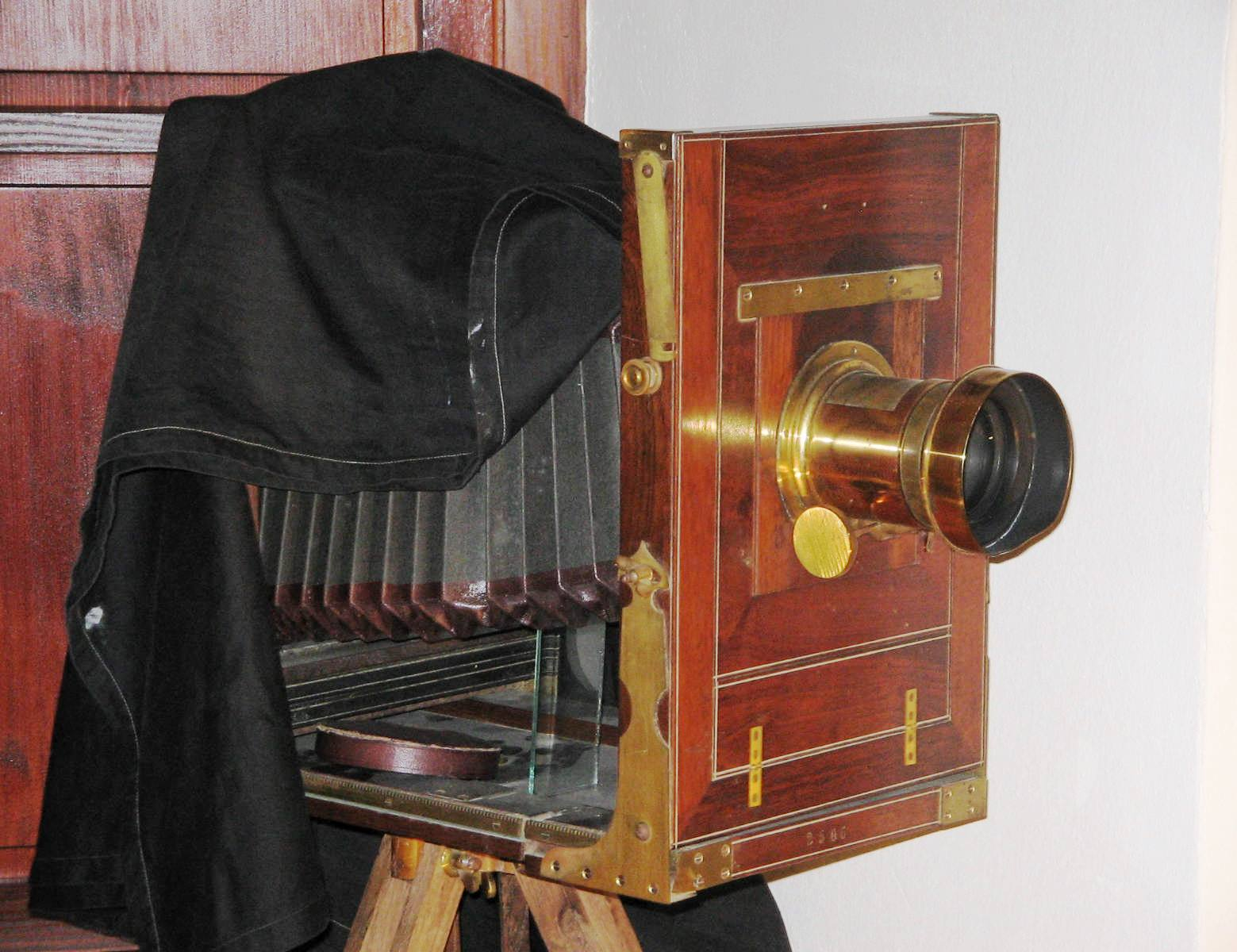
Chambre photographique grand format, fin du XIXe siècle.

Le système le plus simple et le plus ancien, généralement de moyen ou grand format. La visée se fait directement à travers l'objectif, sur un verre dépoli (où l'image est vue totalement inversée). Lors de la prise de vue, on remplace le dépoli par un plan-film ou un dos roll-film. Ce système offre, par différents mouvements des corps avant et arrière, de nombreuses possibilités de travail sur la profondeur de champ, la géométrie et la perspective. L'utilisation de dos numériques (dont la définition peut atteindre, en 2006, 88 millions de pixels) rend ce matériel tout à fait actuel, bien qu'onéreux.
Ce système est apparenté au reflex mono-objectif (cf. plus bas) en ce que la visée se fait via l'objectif de prise de vues sur un verre dépoli. La différence réside en ce que dans un reflex le dépoli se trouve sur le dessus de la chambre et la lumière l'atteint après une réflexion (d'où le terme de reflex) sur un miroir. Ce miroir, basculant vers le haut pendant l'exposition (obturant par conséquent la visée pendant une fraction de seconde) permet à l'image d'être projetée sur la surface sensible pendant la prise de vue.

### Box

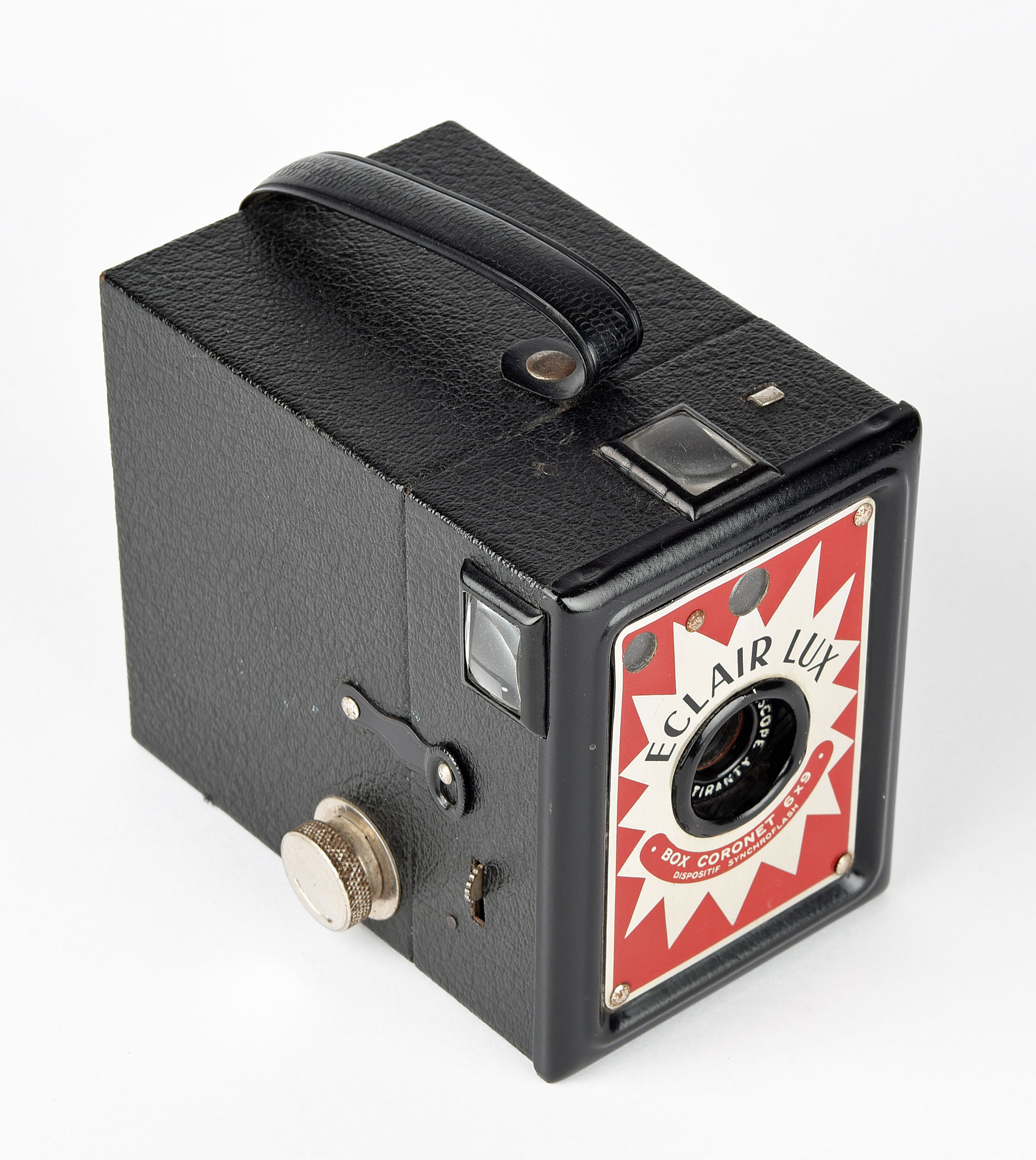
Coronet Eclair Lux

Le premier pas important vers la démocratisation de la photographie a été le lancement par George Eastman de son box en 1889. Amélioré par l'utilisation d'un film en rouleau protégé de la lumière par un papier portant les numéros de vues (visibles par une fenêtre au dos de l'appareil). il reste pendant soixante dix ans le modèle des appareils pour débutants ou amateurs pas trop exigeants.

### Appareil folding ou appareil à soufflet

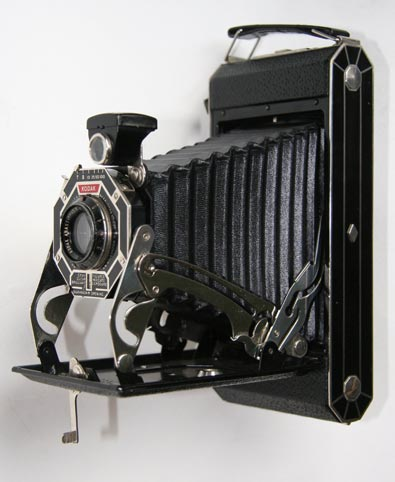
Folding.

S’inspirant des chambres d’atelier, le soufflet du folding (pliant) relie le plan film à l’ensemble obturateur/objectif.
Premier avantage, cette liaison souple autorise une mise au point plus aisée en jouant sur la distance entre le plan film et l’objectif.
Autre avantage, le soufflet peut être totalement replié et venir se loger, avec l’obturateur et l’objectif, dans le corps du boîtier. La chambre noire de l’appareil étant ainsi escamotée, le gain de place est significatif et l’appareil replié peut tenir dans une poche.
Ce type d’appareil subira des améliorations constantes jusqu’à la fin des années 1940. D’astucieux mécanismes de jambage permettront à l’ensemble des éléments de l’appareil (obturateur, objectif, soufflet, viseur à prisme) de se replier ou de se mettre en position automatiquement.
Si les premiers foldings utilisaient des formats très divers (4,5 × 6 cm ; 6,5 × 11 cm, etc.) l’apparition du format 620 puis 120 généralisèrent le format 6 × 9 cm pour ce type d’appareils. Ce format de négatif autorisait un tirage sur papier photographique sans agrandissement, par contact direct.
Il existe aussi, en dehors des appareils grand public, des chambres photographiques basées sur le même principe. Les plus connues ont été fabriquées par Linhof mais de nombreux constructeurs ont fabriqué ce type d'appareil.

### Appareil photographique reflex bi-objectif

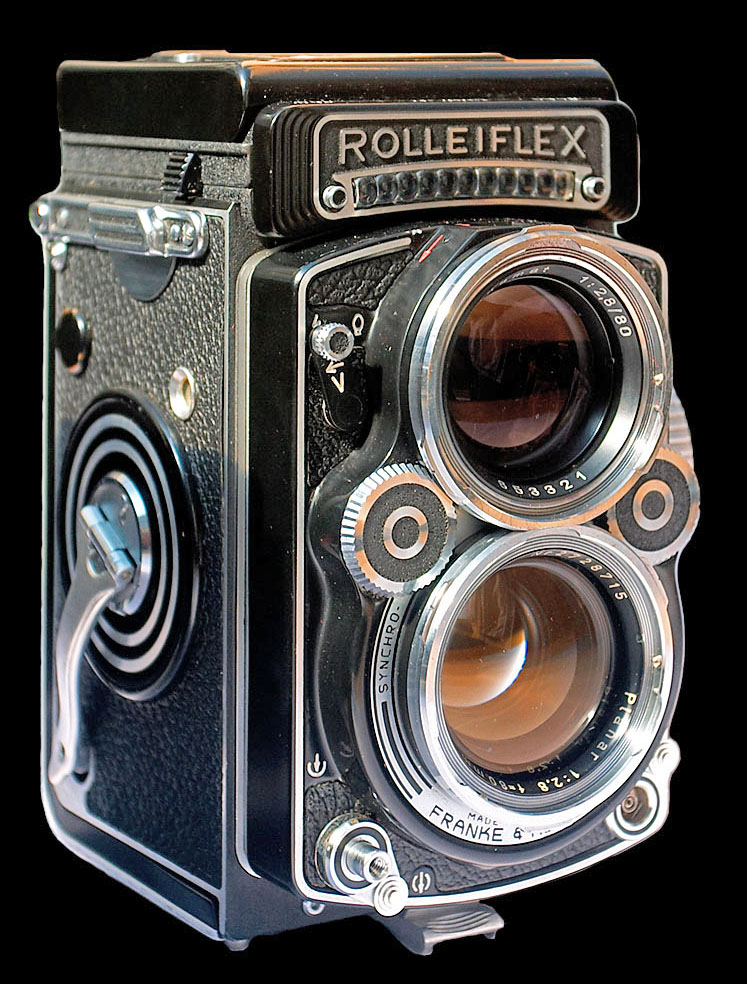
Rolleiflex.

Ce sont des appareils de petit ou – plus souvent – moyen format. La visée se fait à travers un deuxième objectif couvrant le même champ que l'objectif de prise de vue. Ce deuxième objectif projette l'image vers un verre dépoli après réflexion sur un miroir, d'où à nouveau le terme de reflex. La mise au point se fait par déplacement de la platine avant qui supporte les deux objectifs. Ainsi, la netteté peut être contrôlée sur le dépoli. Les objectifs peuvent être fixes ou interchangeables, mais dans ce dernier cas c'est toute la platine avant qui est l'élément interchangeable.

### Appareil photographique télémétrique

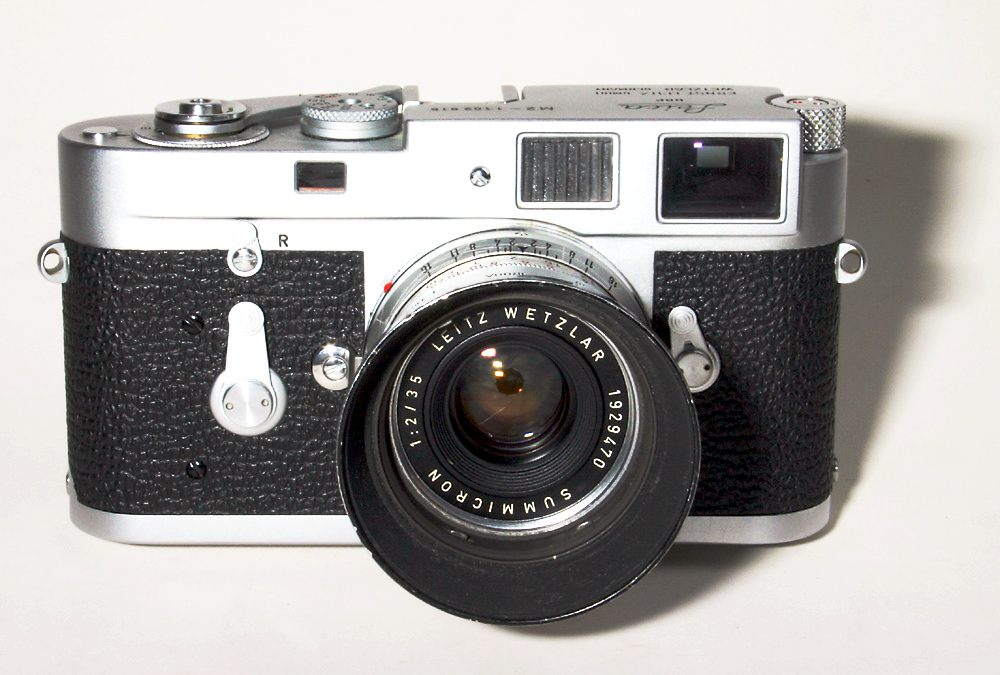
Leica M2.

Appareils généralement de petit ou moyen format où la visée se fait dans un viseur séparé n'utilisant pas de verre dépoli. La distance de mise au point est évaluée avec un télémètre couplé ou non à la bague de mise au point, intégré ou non au viseur. Les objectifs peuvent être fixes ou interchangeables.

### Appareil photographique reflex mono-objectif

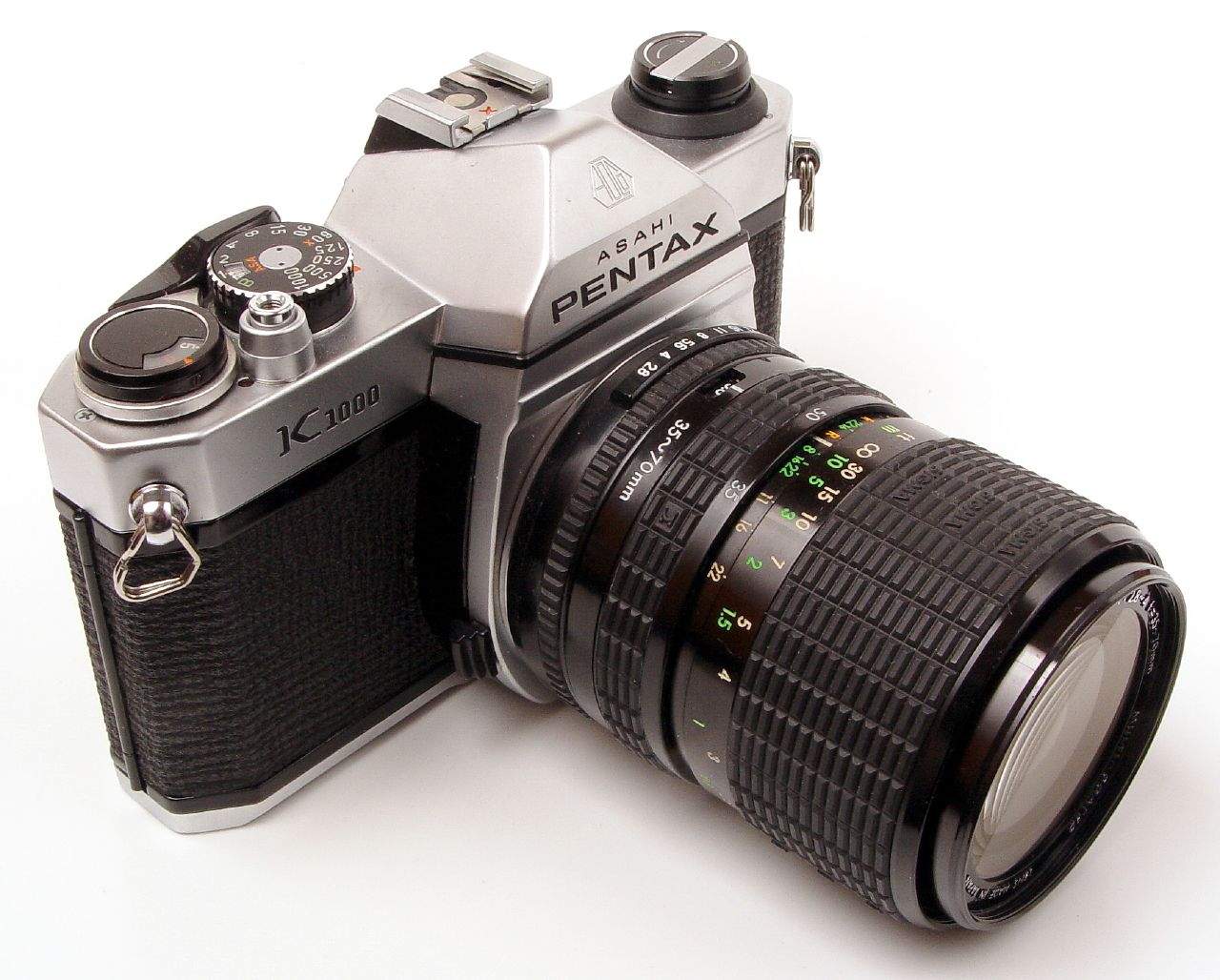
Pentax K1000.

Un appareil photographique reflex mono-objectif est un type d'appareil photographique caractérisé par l'utilisation d'un objectif unique servant à la fois à la prise de vue et à la visée grâce à un système de miroir mobile. Il se différencie ainsi des appareils non reflex, dans lesquels la visée s'effectue avec un viseur extérieur, et des reflex bi-objectifs, dans lesquels un objectif sert à la visée et un autre à la prise de vue. Ces appareils existent en petit et en moyen format. Ils sont le plus souvent à objectifs interchangeables, si ce n'est pas le cas on les appelle des "bridges". Dans le langage courant, le terme seul de reflex désigne souvent un reflex mono-objectif au format 24 × 36, par opposition aux compacts. Le reflex mono-objectif est parfois aussi désigné SLR, de l'anglais Single Lens Reflex.

### Appareil photo argentique compact

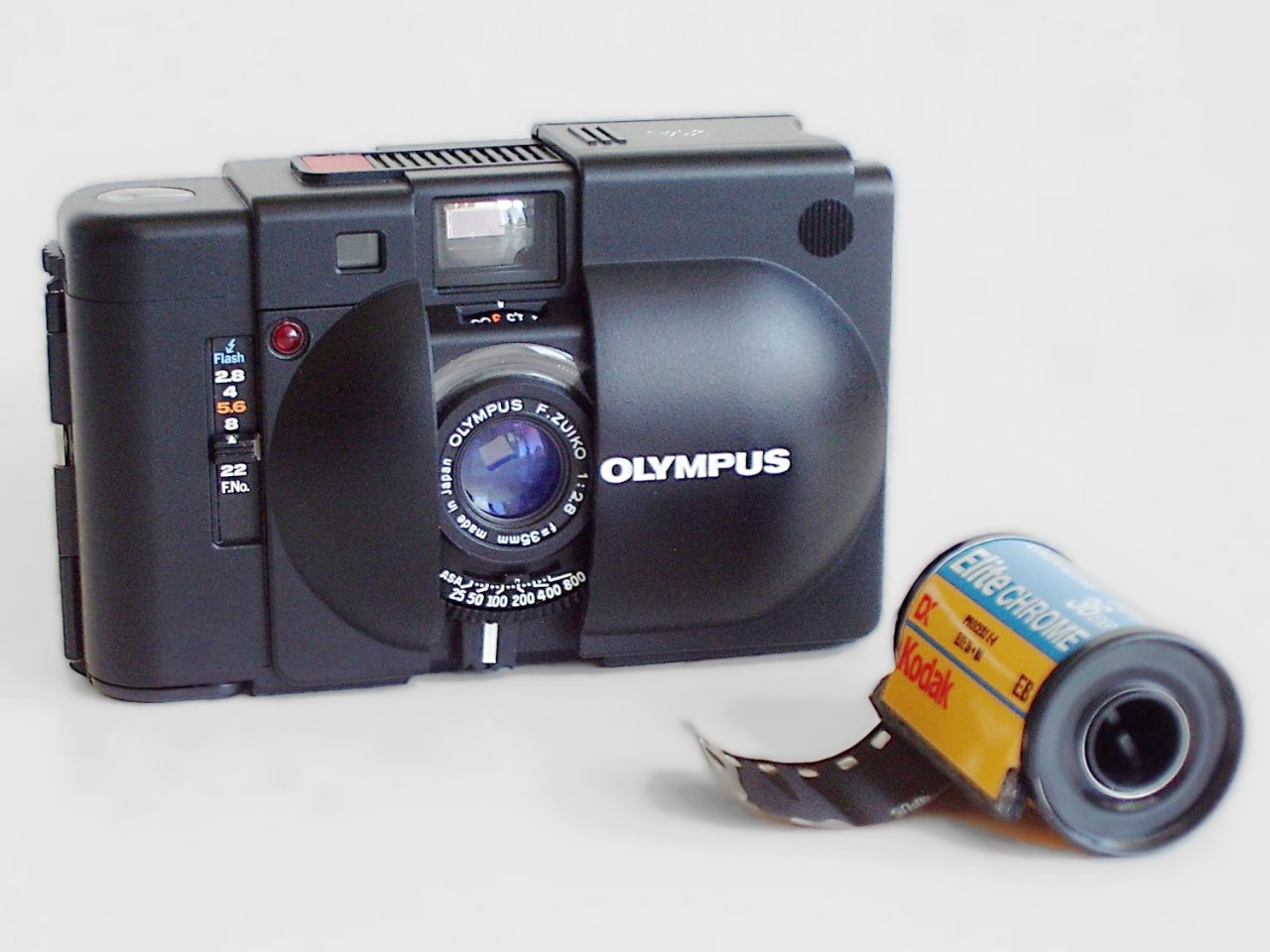
Appareil compact Olympus XA.

Appareil photographique de petit format, à viseur indépendant et objectif fixe. Le compact est de petite taille et léger, le plus souvent totalement automatisé.

### Le «prêt à photographier» ou appareil jetable
En argentique, le compact connaît une variation commerciale particulière : le prêt-à-photographier (ou appareil jetable).

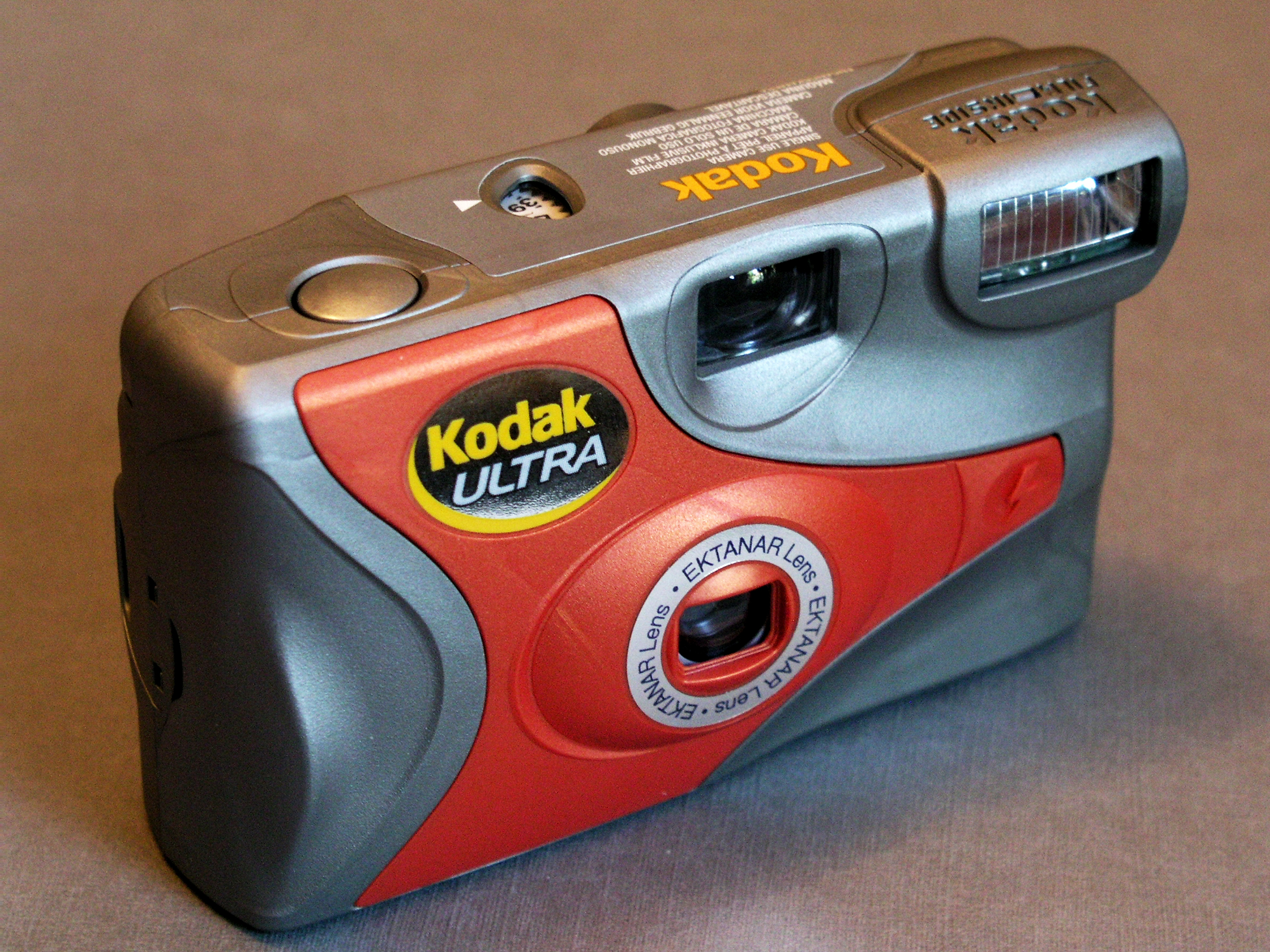
Prêt-à-photographier Kodak.
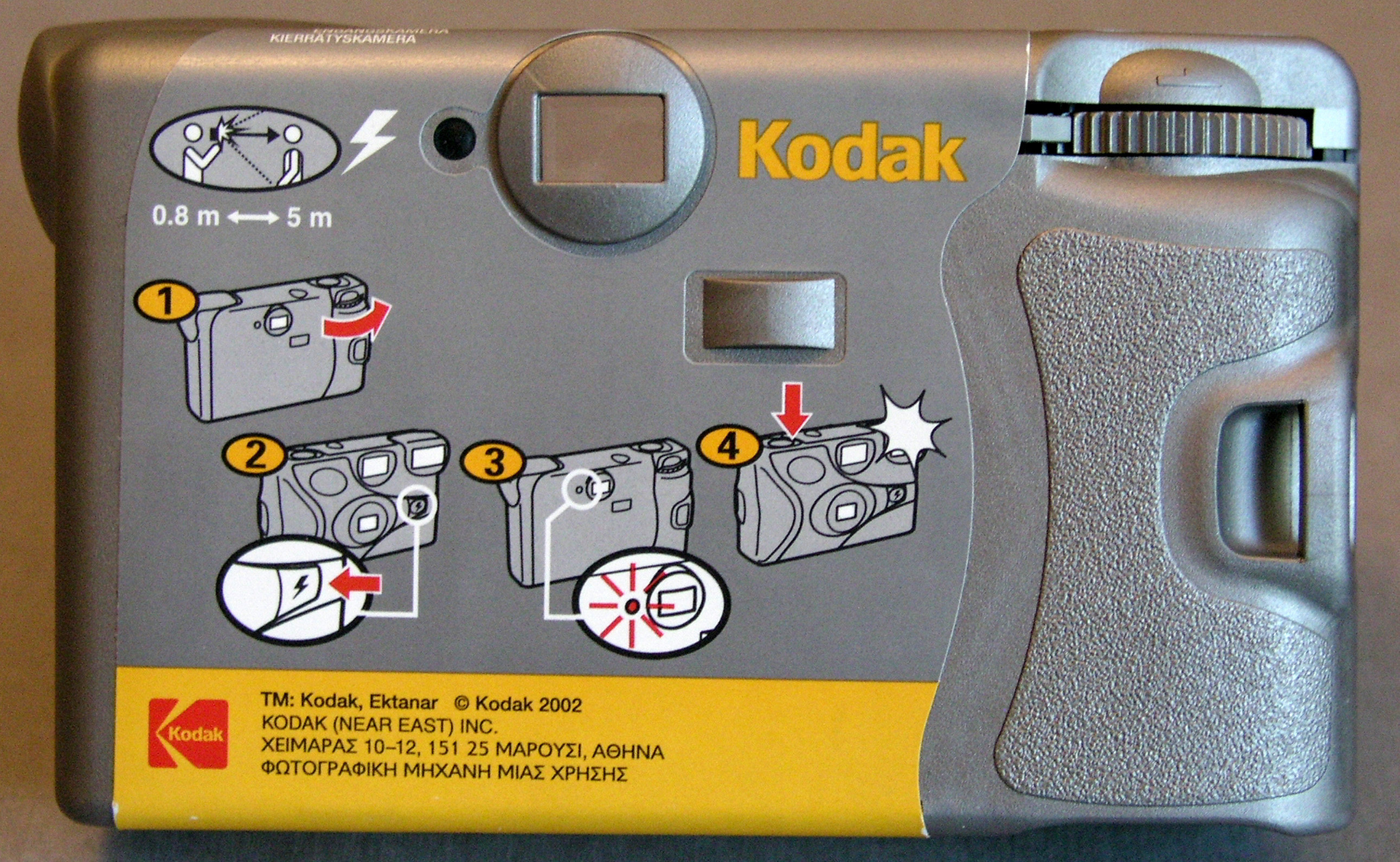
Le même, avec instructions au dos.

### Appareil photo instantané
Un appareil photographique instantané permet d'obtenir directement des photographies argentiques, sans passer par des opérations séparées de développement du film et de tirage sur papier. Les plus connus sont les appareils de la marque Polaroid.

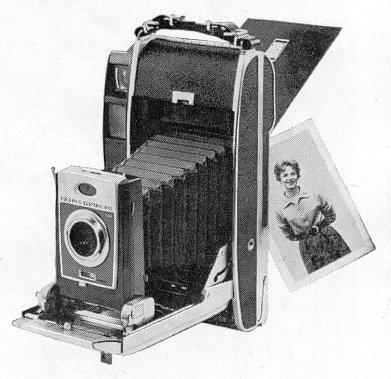
Polaroid 900, appareil à développement instantané.
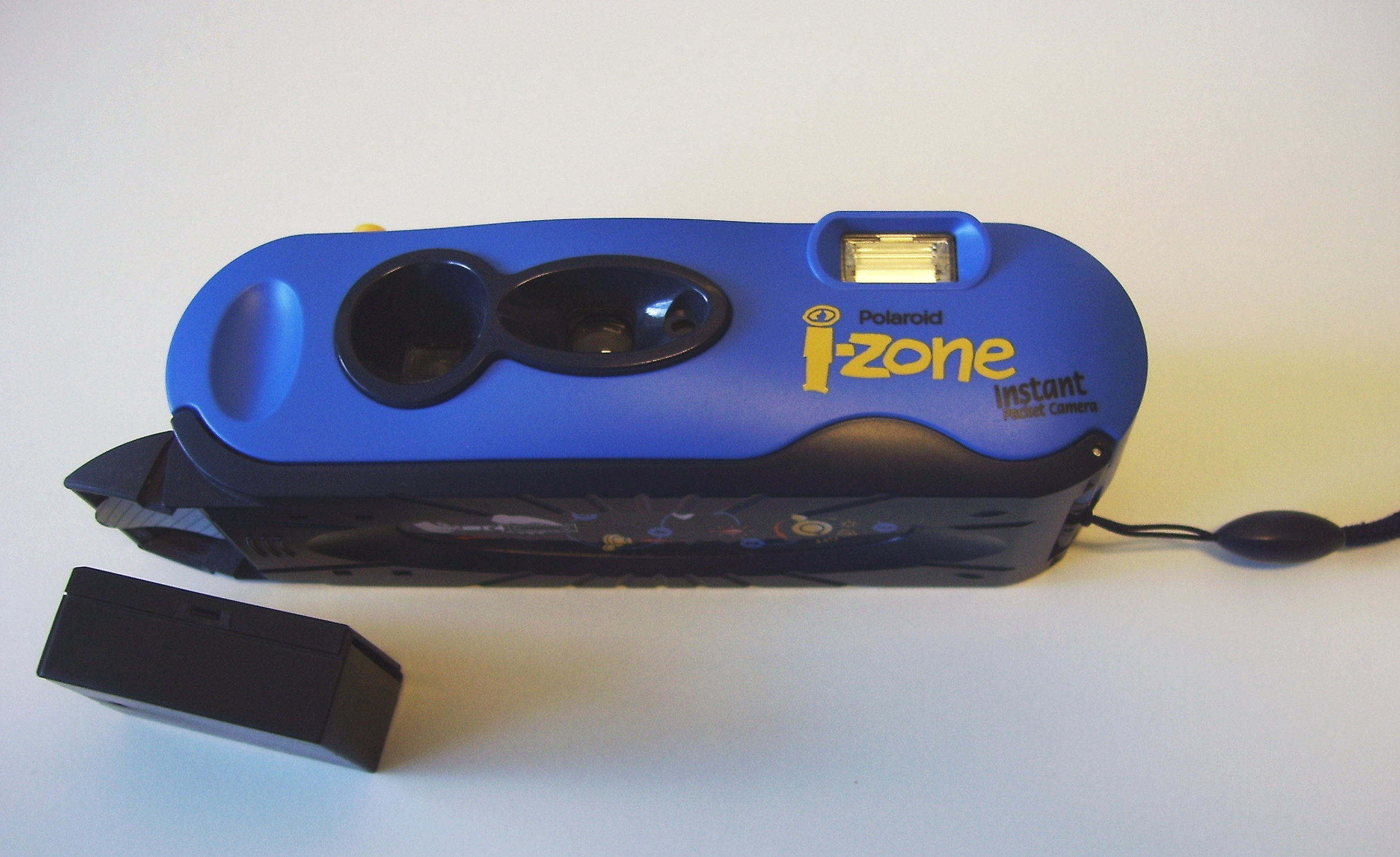
Polaroid i-Zone, 1999.

### Appareil à sténopé
Dans l'appareil à sténopé, l'objectif est remplacé par un simple trou, reproduisant par là un principe rudimentaire et très ancien de formation d'une image. La première évocation d'un appareil photographique sans lentille (pinhole) est attribuée à David Brewster en 1856, elle l'utilisation s'est propagée à partir des 1960 avec l'émergence de l'Arte povera. La photographie au sténopé est un genre alternatif.

## Photographie numérique
Un appareil photographique numérique (ou APN) est un appareil photographique qui recueille la lumière sur un capteur photographique électronique, plutôt que sur une pellicule photographique, et qui convertit l'information reçue par ce support pour la coder numériquement.

### Appareil photo numérique compact

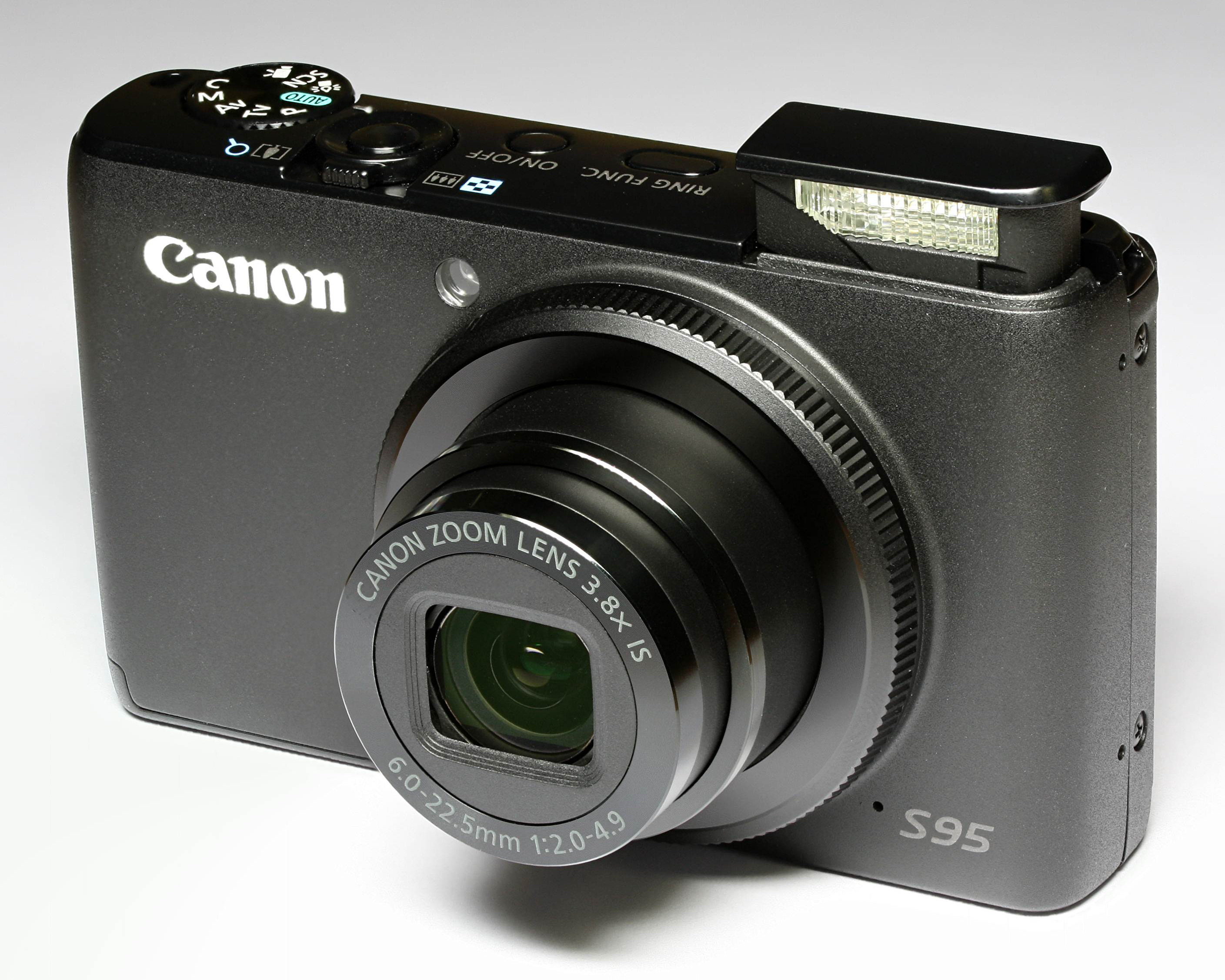
Un appareil photographique compact.

Appareil numérique à visée électronique directe (sans oculaire) sur afficheur LCD et objectif fixe. Les compacts numériques sont souvent des appareils économiques, de petite taille, très automatisés et munis d'un petit capteur. Il en existe cependant des haut de gamme équipés d'un grand capteur. Certains possèdent, comme leurs homologues argentiques, un viseur optique indépendant du système de prise de vues.

### Appareil bridge

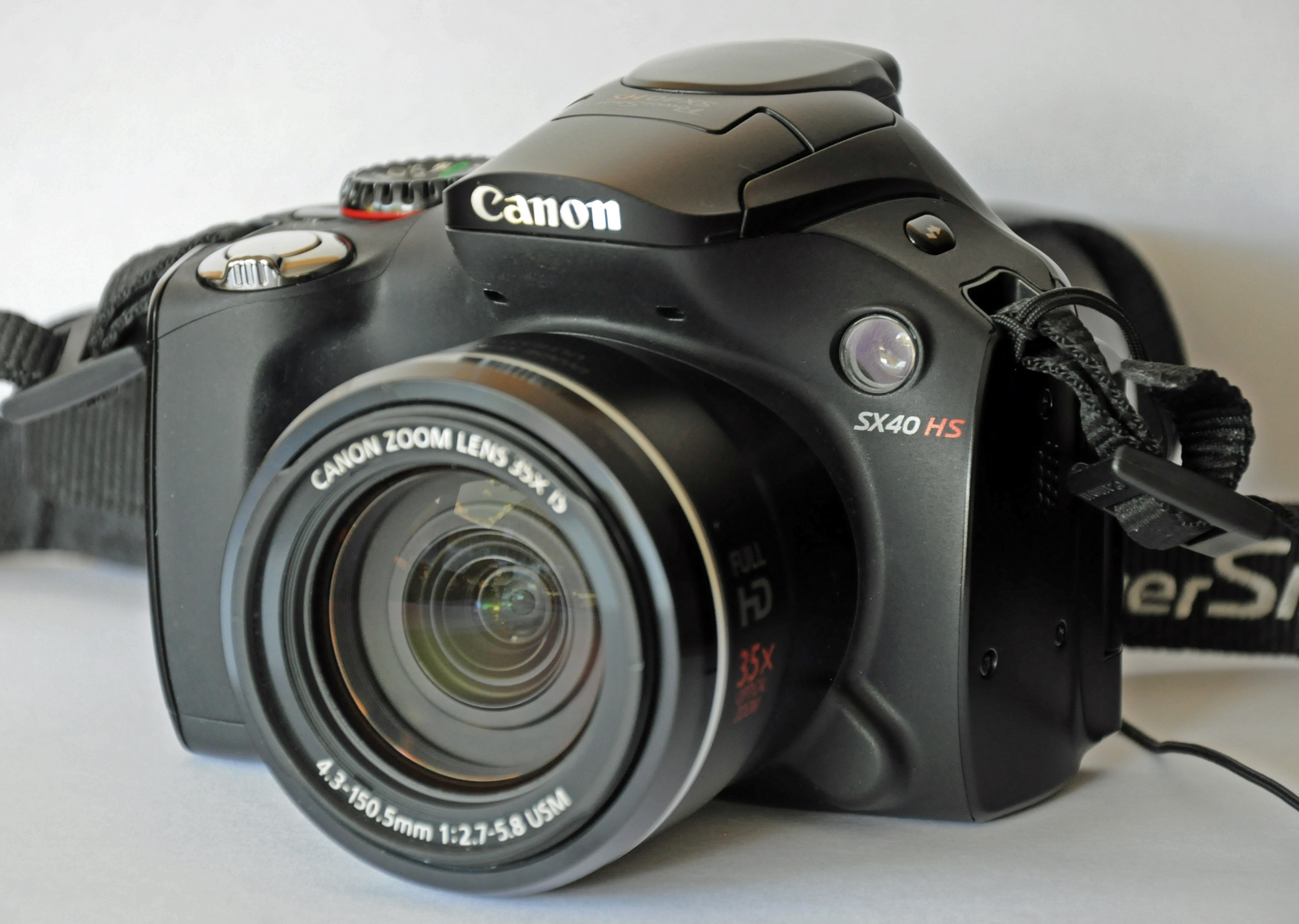
Un bridge Canon PowerShot SX40 HS.

Appareil numérique à visée électronique indirecte et objectif fixe. Le bridge se distingue du compact numérique par l'utilisation d'un viseur électronique. Il possède donc un oculaire qui procure une visée plus confortable et une image grossie. Ces appareils (en argentique comme en numérique) font, littéralement, le pont (bridge en anglais) entre les compacts et les reflex. Ils sont techniquement plus avancés que les compacts (modes priorité vitesse/ouverture, utilisation manuelle possible, objectifs de meilleure qualité, etc.) mais possèdent un objectif qui ne peut pas être changé. Ils ont eu un petit succès en argentique au milieu des années 1990. Ils ont fait leur retour avec le numérique. Dans ce cas, la critique vient souvent du fait que l'image n'est jamais observée via un viseur optique, mais via un écran LCD, même dans le viseur.

### Hybride

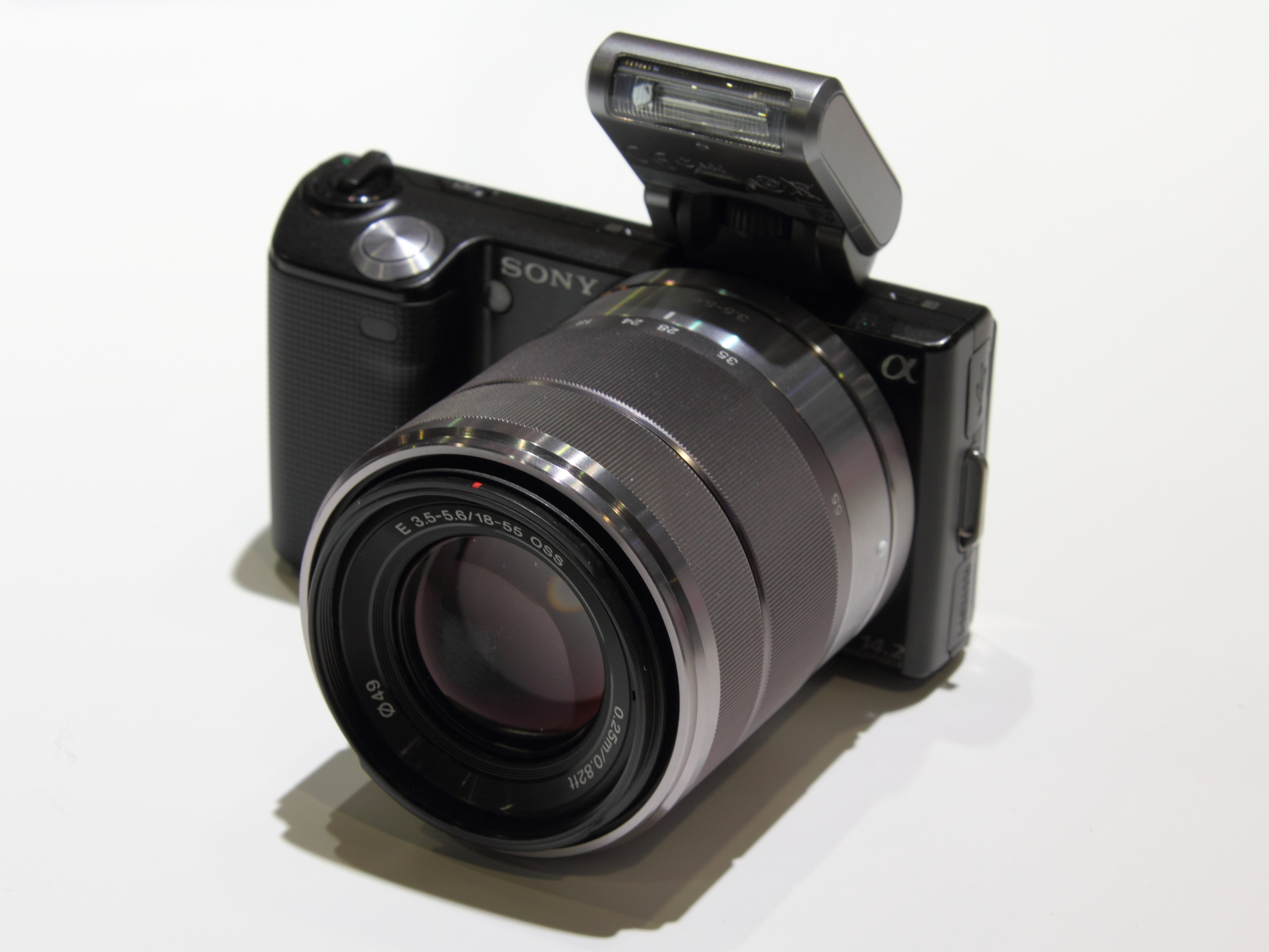
Un appareil photographique hybride Sony NEX-5.

Appareil numérique à visée électronique et objectif interchangeable. Les hybrides sont aussi parfois appelés COI, compact à objectif interchangeable. Ils sont équipés de capteurs de grande taille, sauf pour les Pentax Q. La visée peut se faire directement sur l'écran LCD ou via un viseur électronique. L'absence de miroir leur permet d'être bien plus petits que les reflex à taille de capteur égale. Panasonic a inauguré cette nouvelle catégorie en 2008 avec DMC-G1, de format Micro 4/3.

### Appareil reflex numérique

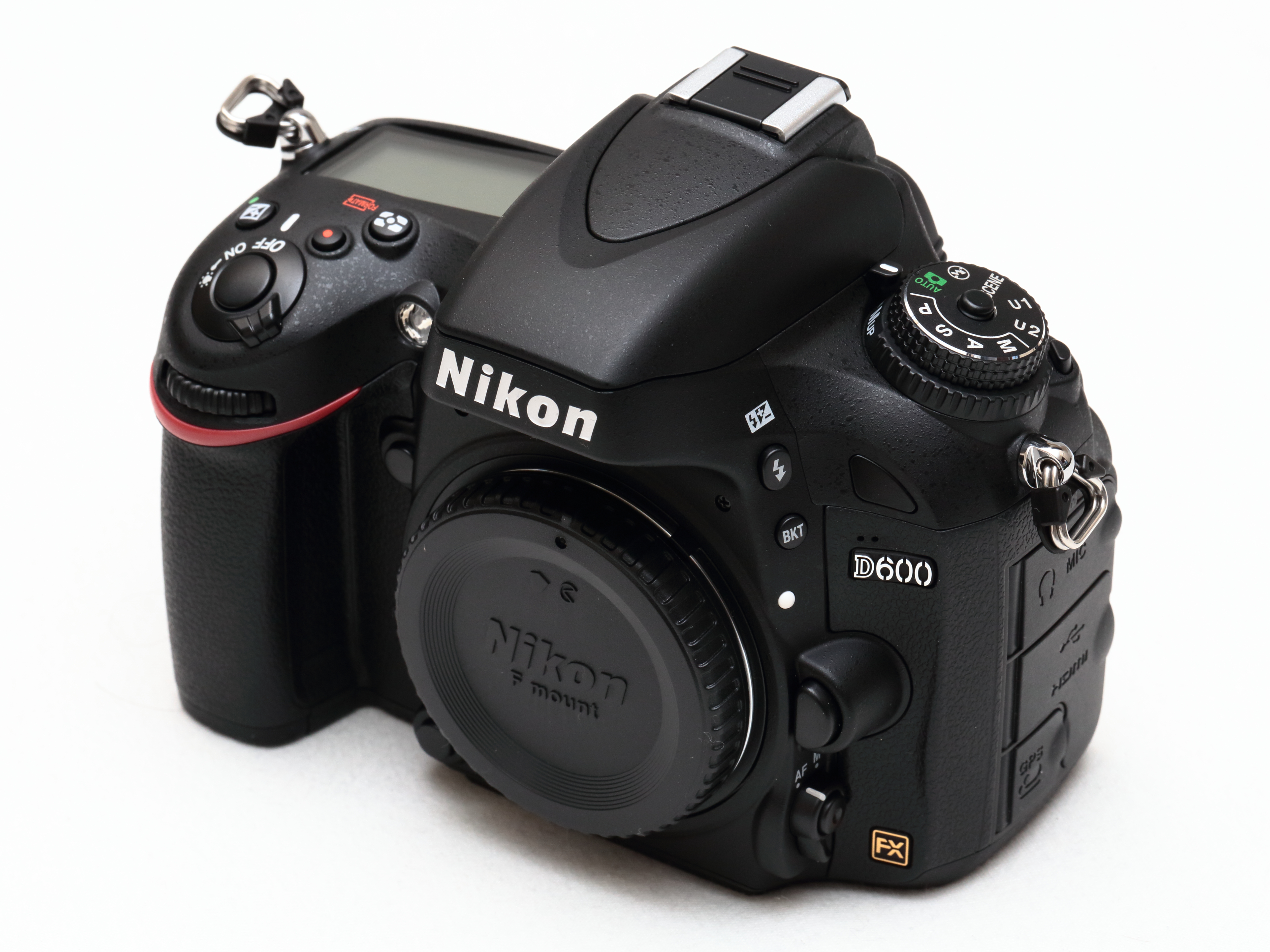
Un boitier de reflex numérique (Nikon D600).

Appareil numérique à grand capteur, visée optique (reflex) et objectif interchangeable. Les appareils reflex numériques allient les propriétés des appareils reflex classiques (interchangeabilité des objectifs) et de la technologie numérique qui capte la lumière sur un support de type électronique. La visée s'effectue par l'objectif grâce à un prisme et un miroir.

### Appareil à miroir semi-transparent

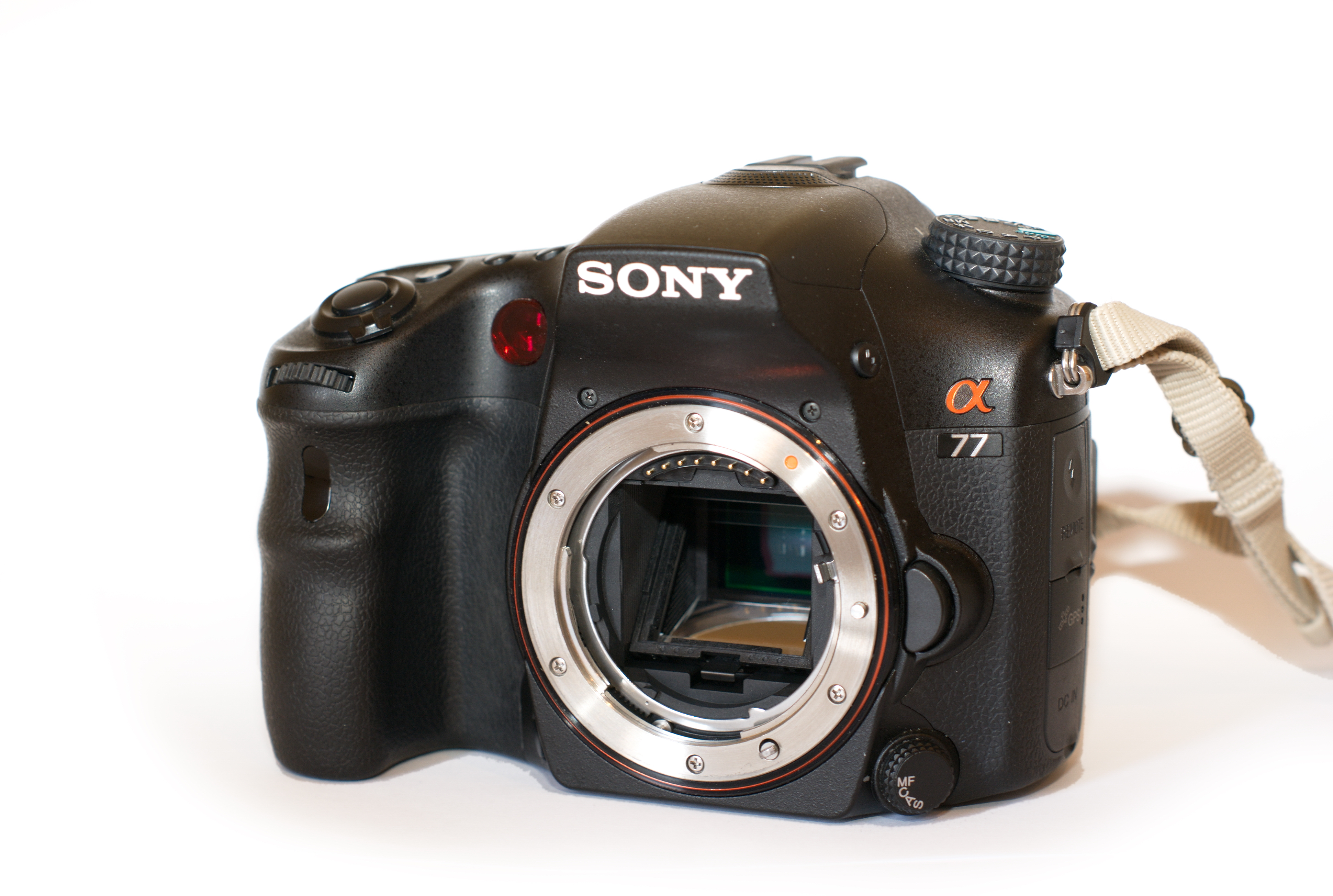
Un Sony Alpha 77 à visée électronique.

Appareil numérique à viseur électronique et objectif interchangeable. Ces appareils s'apparentent aux hybrides dont ils se distinguent par la présence d'un miroir semi-transparent sur le chemin optique. Ils ressemblent aux reflex par leur forme et leur encombrement, mais s'en distinguent par le fait que le miroir sert uniquement à l'autofocus et ne fait pas partie du système de visée.

### Appareil plénoptique

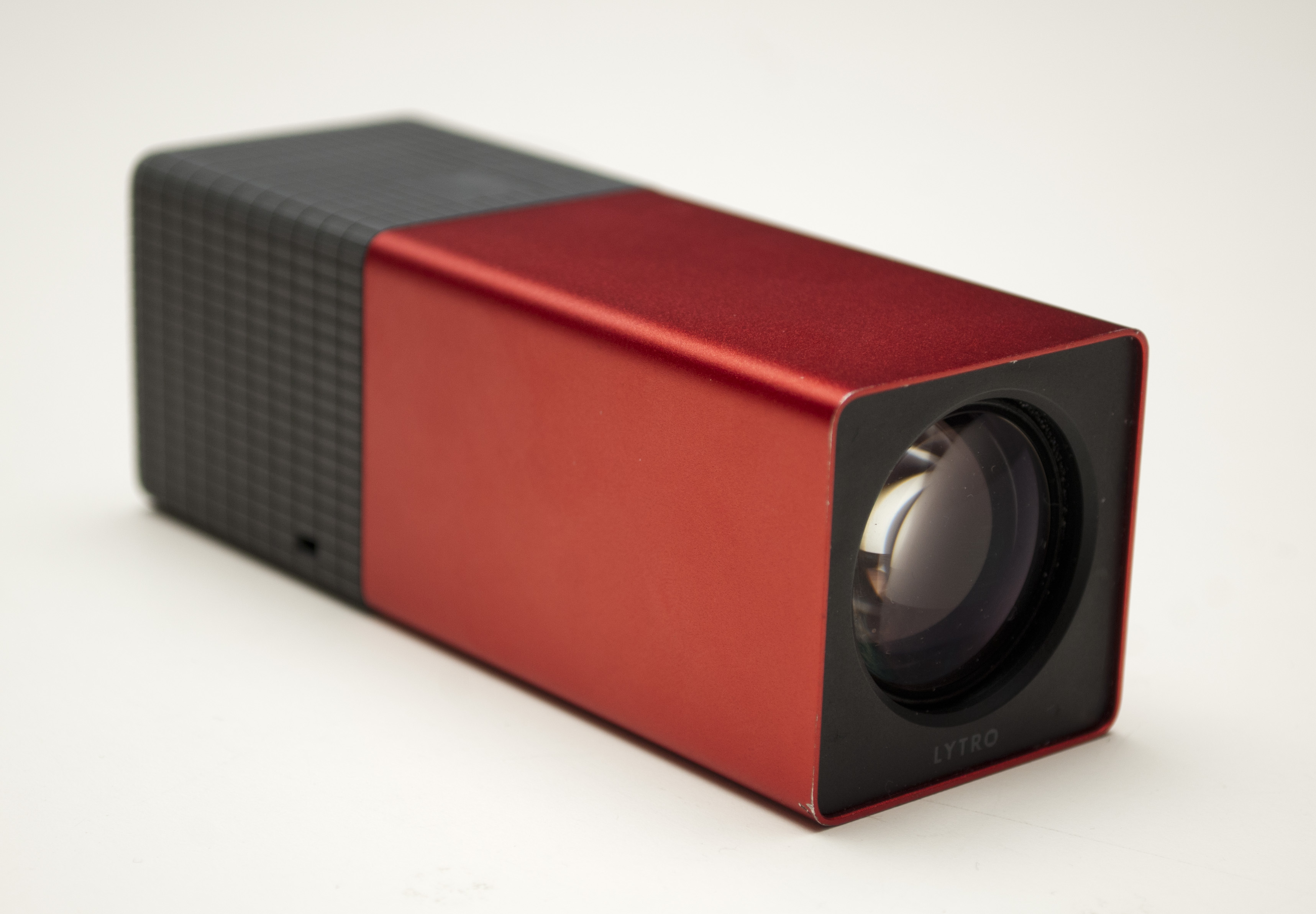
Lytro, un appareil photographique plénoptique.

Les appareils plénoptiques utilisent une matrice de micro-objectifs qui permettent d'enregistrer les informations 4D d'un flux lumineux. Ce qui permet en particulier de faire la mise au point par post-traitement. La société allemande Raytrix a commercialisé deux modèles ; le R5 (modèle d'entrée de gamme de 1 MP) et le R11 (modèle haut de gamme de 3MP). En 2012, Lytro commercialise un nouvel appareil plénoptique pour le grand public à 400 $.

### Module photographique

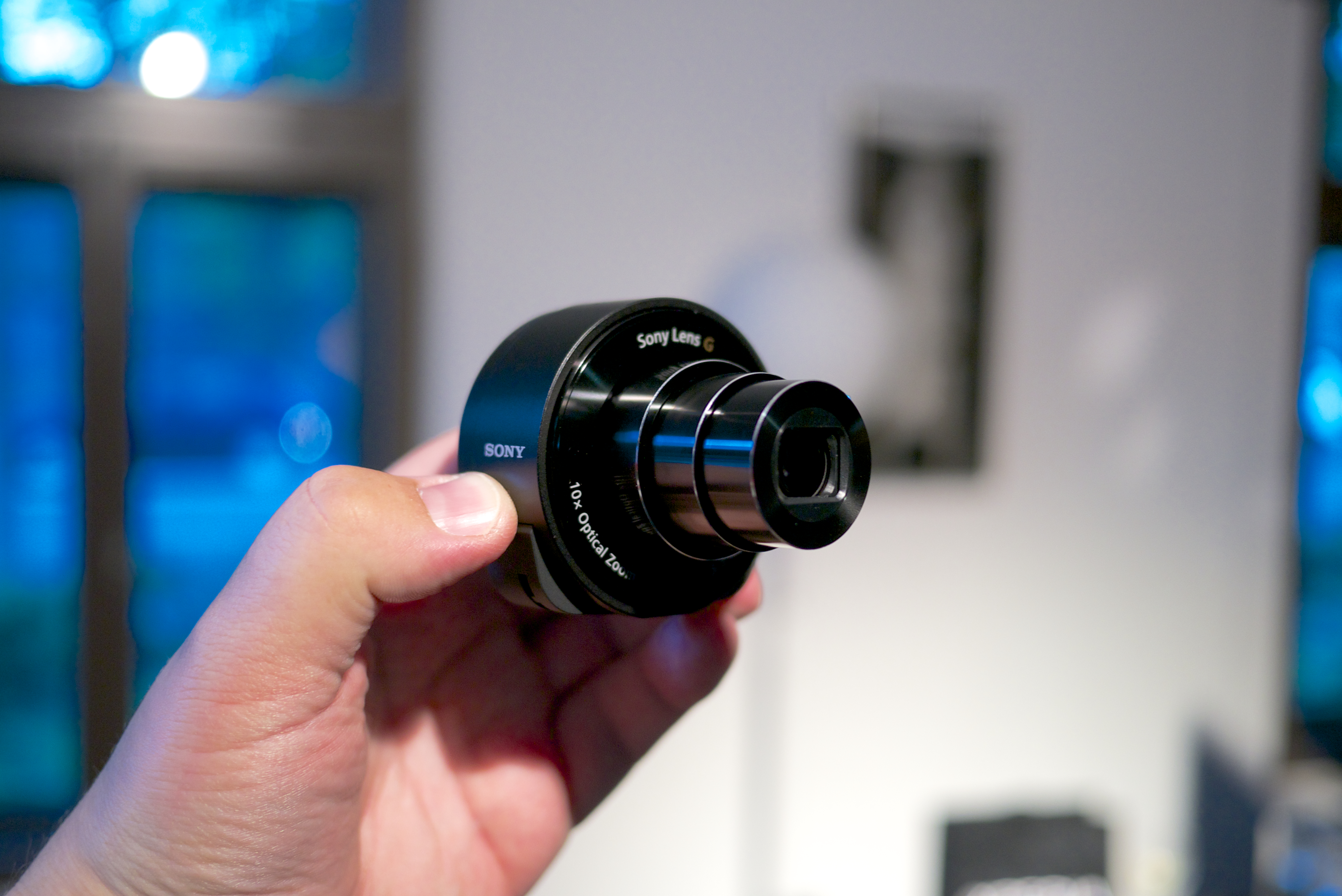
Le Sony QX10, un module à zoom 10x.

Les modules photographiques sont de petite taille, dépourvus de système de visée et de réglage. Ils sont dépendants d'un smartphone ou d'une tablette avec lesquels ils communiquent sans fil.

### Studio photo numérique
Un studio photo numérique (parfois appelé micro studio ou mini studio photo), est une solution tout-en-un, comprenant éclairage, matériel de prise de vue et informatique, permettant de réaliser facilement des photographies d'objets appelées packshots ou « photos produit ».

## Record de prix
Un appareil photo Leica a été vendu aux enchères le 11 juin 2022 à Wetzlar pour un prix record de 14 400 000 €, ce qui en fait l'appareil photo le plus cher du monde.